# 兴凯湖乡
兴凯湖乡（中国朝鲜语：／）是中华人民共和国黑龙江省鸡西市密山市下辖的一个乡。

## 行政区划
兴凯湖乡下辖以下村级行政区划单位：
兴凯湖村、石嘴子村、金银库村、马家岗村、新民村和爱民村。